# José Antônio Aparecido Tosi Marques
José Antônio Aparecido Tosi Marques (ur. 13 maja 1948 w Jaú) – brazylijski duchowny katolicki, arcybiskup Fortalezy w latach 1999–2023.

## Życiorys
8 grudnia 1974 otrzymał święcenia kapłańskie.
10 lipca 1991 został mianowany biskupem pomocniczym archidiecezji São Salvador da Bahia, ze stolicą tytularną Lisinia. Sakry biskupiej udzielił mu ówczesny arcybiskup ordynariusz  Lucas Moreira Neves.
13 stycznia 1999 został mianowany ordynariuszem archidiecezji Fortaleza.  
11 października 2023 papież Franciszek przyjął jego rezygnację z pełnionej funkcji.